# Наурат (Айфель)
Наурат (Айфель) (нім. Naurath (Eifel)) — громада в Німеччині, розташована в землі Рейнланд-Пфальц. Входить до складу району Трір-Саарбург. Складова частина об'єднання громад Швайх-ан-дер-Ремішен-Вайнштрассе.
Площа — 5,18 км2. Населення становить 352 ос. (станом на 31 грудня 2020).

## Галерея

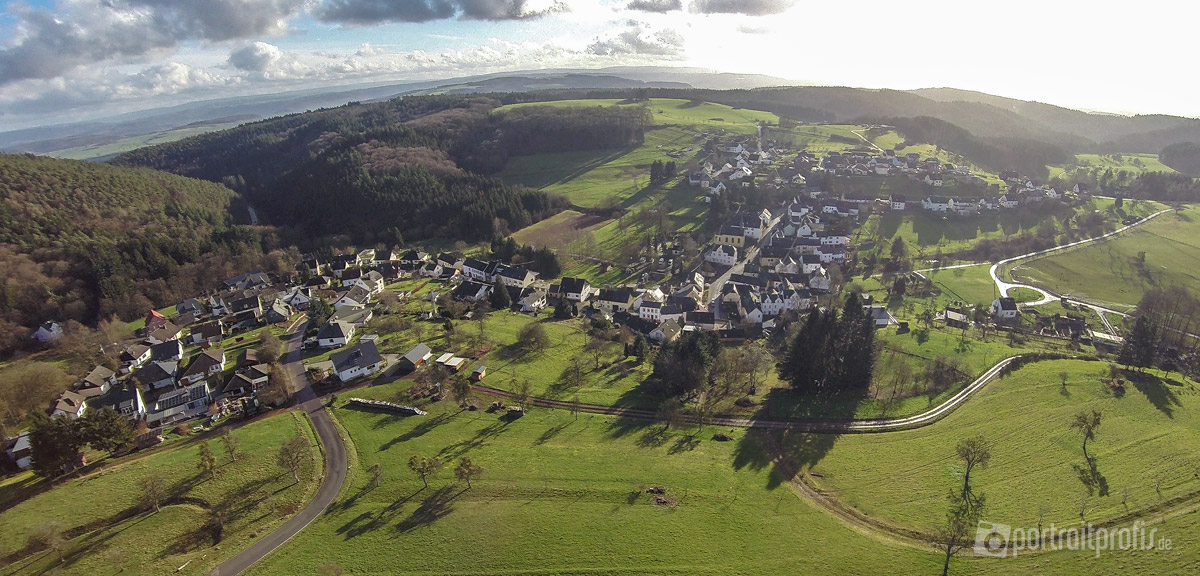
Місто